# Монетта, Валентина
Валенти́на Моне́тта (итал. Valentina Monetta; род. 1 марта 1975) — сан-маринская певица в жанре джаз и поп, представительница Сан-Марино на конкурсах песни «Евровидение-2012», «Евровидение-2013,» «Евровидение-2014» и «Евровидение-2017».

## Биография
Валентина родилась в городе Сан-Марино 1 марта 1975 года. Со своей первой группой Tiberio она впервые попробовала вокал «чёрной музыки» (R&B, соул, фанк, кислотный джаз), со своей второй группой Parafunky она работала в стиле хип-хоп, а позднее начала сотрудничество с Monica Giacomobono над проектом Sharm, который позднее стал известен как Harem-B. Она продолжила своё сотрудничество с певицей Vanessa J и известными музыкантами Марселло Сутера, Никола Перук и Набук. В то же время, она смогла удовлетворить свою любовь к стилям джаз и боссанова, выступая с различными местными группами. Она также исполняла бэк-вокал у исполнителей Сильви Вартан, DJ Master Frees, Bombo’s, El Ruben и R.Fame, Елена Каттанео и Dance-House.
В 2002 году она выпустила свой сингл «Sharp» на лейбле Sony Music, как часть проекта Sharm в сотрудничестве с Paul Manners Production. В 2006 году она присоединилась к проекту 2black, выпустив в 2004 году работу «Waves of Love» (ремейк «In Alto Mare» Лореданы Берте), выпустив заглавный трек «Vai» в качестве нового сингла летом 2006 года. В то же время Монетта создала свои мелодии и ритмы, подавая песню «Se non ci sei tu» на участие в закрытом национальном отборе Сан-Марино на «Евровидении-2008». Позже стала больше исполнять любимую джазовую музыку. Она записала альбом Il Mio Gioco Preferito вместе с трио My Funky Valentine. 27 марта она исполнила «Ma che differenza fa» в театре Titano в Сан-Марино — музыкальный монолог, срежиссированный Фабрицио Радджи и посвященный итальянской певице Орнелле Ванони.
Монетта участвовала в «Евровидении» в 2012 и 2013 годах, заняв 14-е и 11-е места в полуфиналах соответственно. После участия в «Евровидении-2013», 7 июня 2013 года, Валентина выпустила новый альбом La storia di Valentina Monetta, куда вошли её джазовые песни, а также различные версии двух синглов для «Евровидения». В 2014 году она решилась сделать третью попытку выйти в финал и стала первой в истории Сан-Марино финалисткой конкурса. В финале она заняла 24-е место из 26 возможных, обогнав только представителей Франции и Словении. После конкурса она в своём интернет-обращении сообщила, что на «Евровидение» она больше не вернётся и выпустила свой новый альбом Sensibilità, но в 2017 году Монетта в четвёртый раз стала представительницей Сан-Марино на «Евровидении».

### «Евровидение-2012»
Монетта принимала участие в «Евровидении-2012» с песней «The Social Network Song oh oh-uh-oh oh», написанной ветераном «Евровидения» Ральфом Зигелем, для которого она стала рекордной 20-й песней на конкурсе.
Как представительницу Сан-Марино Валентину назвали на специальной пресс-конференции телеканала SM-TV 14 марта 2012 года. 16 марта 2012 года была презентована конкурсная песня «Facebook Uh, Oh, Oh». 18 марта стало известно о том, что выбранная песня не подходит для конкурса по правилу 1.2.2.g конкурса. Причиной споров стало название песни и упоминание в ней названия социальной сети Facebook. 22 марта снова в эфире телеканала SM-TV был представлен окончательный вариант конкурсной песни.
Монетта выступила в первом полуфинале конкурса под номером 11, который состоялся 22 мая 2012 года. По результатам голосования телезрителей и жюри в финал не прошла, заняв 14-е место с 31-м баллом.

### «Евровидение-2013»

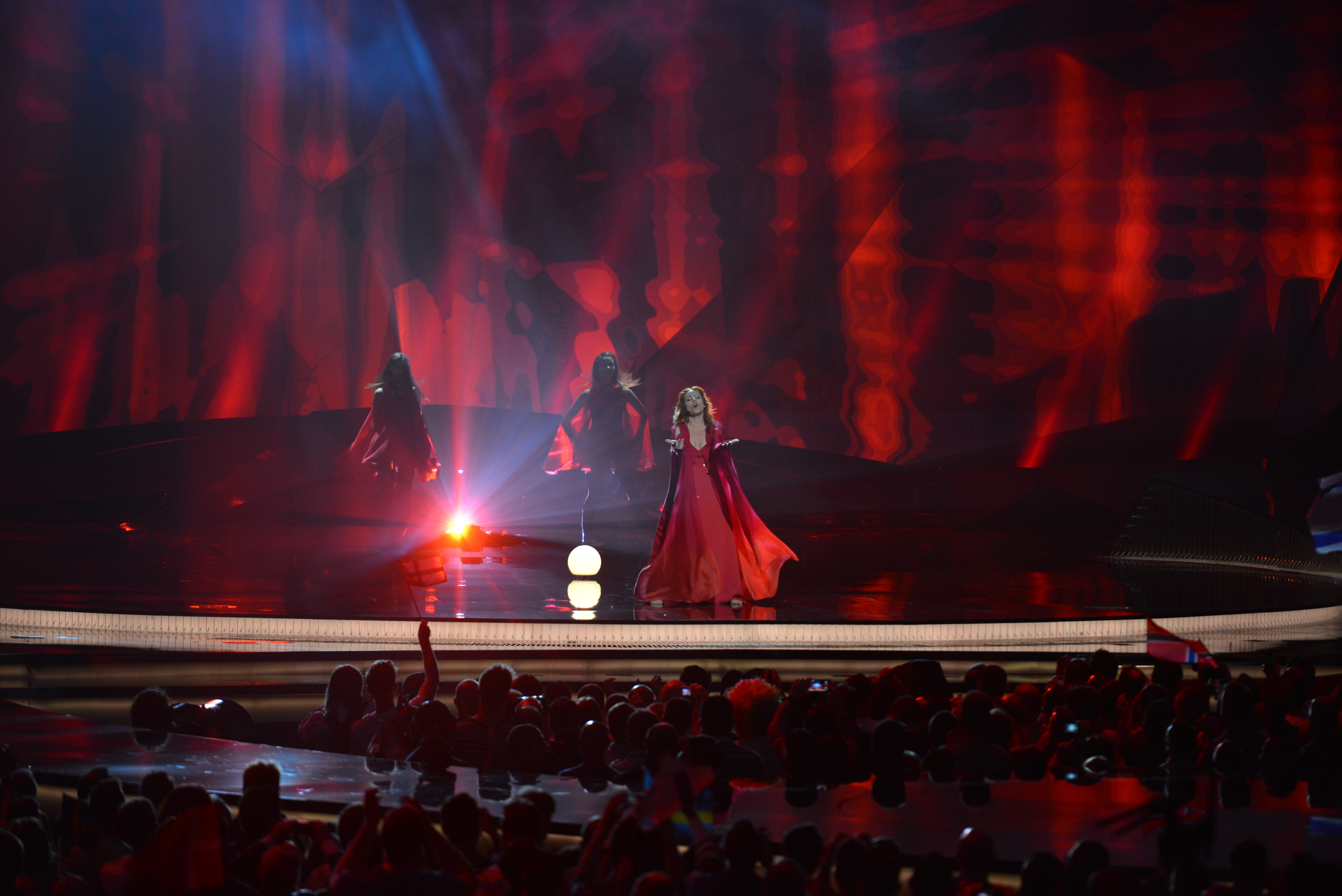
Валентина Монетта на «Евровидении-2013»

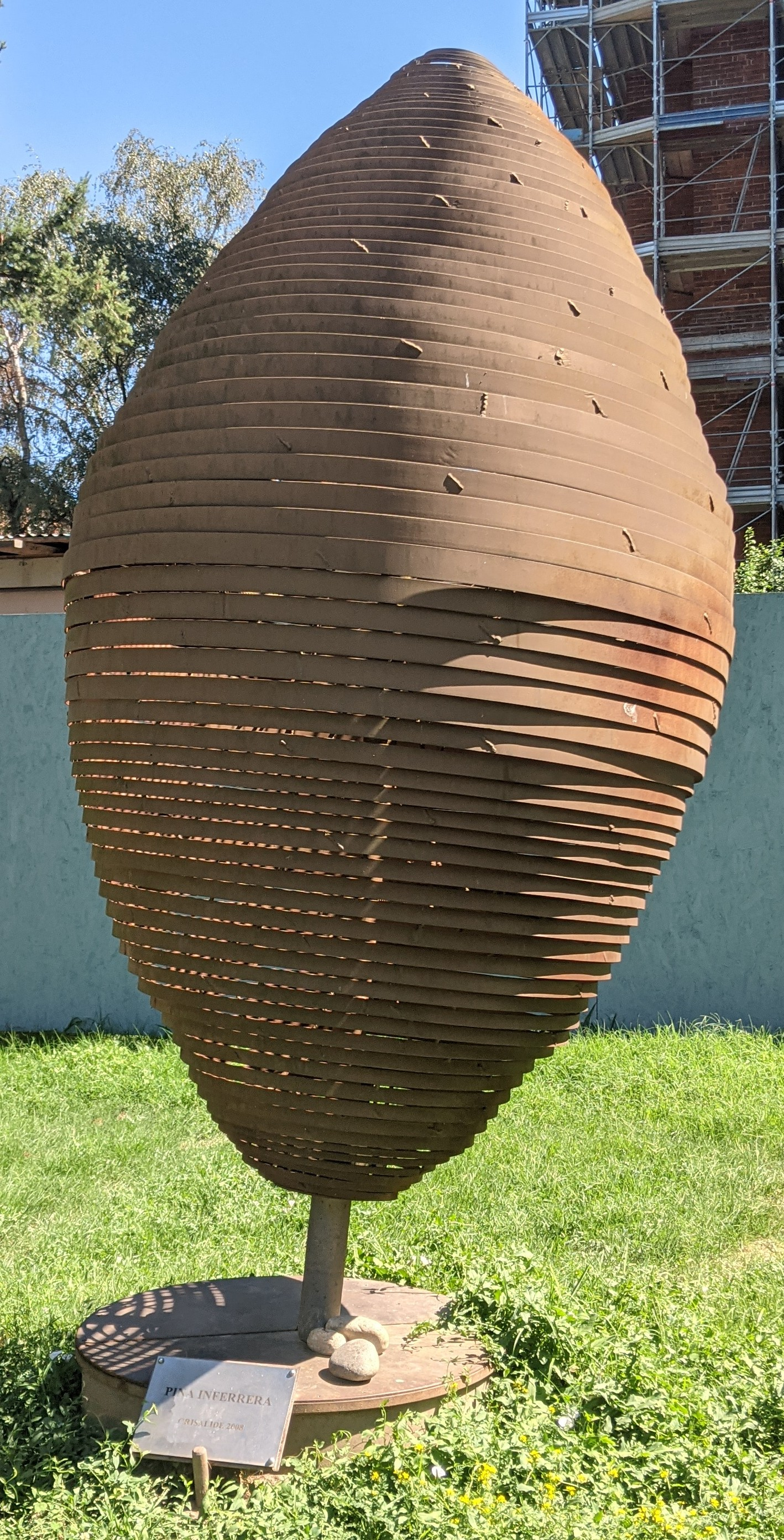
Обложка сингла «Crisalide (Vola)»

C лета 2012 года телеканал SM-TV получил множество различных предложений, касающихся песни для «Евровидения-2013». Каналом была назначена специальная комиссия, которая приняла решение вновь отправить на конкурс Валентину Монетту. Начиная с лета 2012 года Ральф Зигель и Валентина вместе работали над множеством песен. В августе они записали ряд из них, и выбрали «Crisalide (Vola)». На этот раз песня была написана специально под вокальные данные Монетты, и композиция была описана как баллада с элементами танцевальной музыки в финале, мелодия в итальянском стиле с современным поп-звучанием на последней минуте. Композиция была записана на итальянском и английском языках, при этом Валентина отметила, что будет выступать с итальянской версией. Сама премьера песни прошла 15 марта 2013 года.
Монетта выступила во 2-м полуфинале под номером 2. Музыкальные критики и букмекеры выделяли песню Валентины среди остальных, пророча ей место в первой десятке финала. В голосовании любителей «Евровидения» OGAE Валентина заняла 2-е место из 39, что говорило об огромном успехе песни. Однако в полуфинале Монетта заняла 11-е место и в финал снова не попала.

### «Евровидение-2014»
19 июня 2013 года стало известно, что Монетта третий раз подряд будет представлять Сан-Марино на конкурсе песни «Евровидение».
Певица выступила 6 мая 2014 года в первом полуфинале конкурса под номером 12. По итогам полуфинала стало известно, что Монетта прошла в финал. Таким образом, Монетта прошла в финальную часть «Евровидения» впервые за три года подряд своего участия в нём и стала при этом первой представительницей Сан-Марино, которая сумела туда попасть. На пресс-конференции после объявления результатов 1-го полуфинала, ночью 7 мая 2014 года, при жеребьёвке Монетта оказалась во 2-й части финала. Утром 9 мая 2014 года стало известно, что Валентина Монетта выступит предпоследней, под номером 25. Она оказалась на 24-м месте, получив 14 баллов.

### «Евровидение-2017»
12 марта 2017 года стало известно, что Монетта вместе с исполнителем Джимми Вилсоном в четвёртый раз представит Сан-Марино на конкурсе песни «Евровидение» с песней «Spirit of the Night». При жеребьёвке они оказались во 2-м полуфинале под номером 10. Заняли же они там 18-е место всего с одним баллом лишь от зрителей.

## Дискография

### Альбомы
| Название                       | Информация                                                             |
| ------------------------------ | ---------------------------------------------------------------------- |
| Il mio gioco preferito         | - Выпущен: 19 сентября 2011 - Лейбл: MFV - Форматы: Digital download   |
| La Storia di Valentina Monetta | - Выпущен: 7 июня 2013 - Лейбл: Jupiter - Форматы: CD/Digital download |
| Sensibilità                    | - Выпущен: 6 апреля 2014 - Лейбл: - Форматы:                           |

### Синглы
| Год  | Название                   | Альбом                         |
| ---- | -------------------------- | ------------------------------ |
| 2002 | «Sharp»                    |                                |
| 2008 | «Se Non Ci Sei Tu»         |                                |
| 2011 | «Una Giornata Bellissima»  | Il Mio Gioco Preferito         |
| 2012 | «I’ll Follow the Sunshine» | La Storia di Valentina Monetta |
| 2012 | «The Social Network Song»  | La Storia di Valentina Monetta |
| 2013 | «Crisalide (Vola)»         | La Storia di Valentina Monetta |
| 2014 | «Maybe (Forse)»            | Sensibilità                    |